# Tesoro di Frome

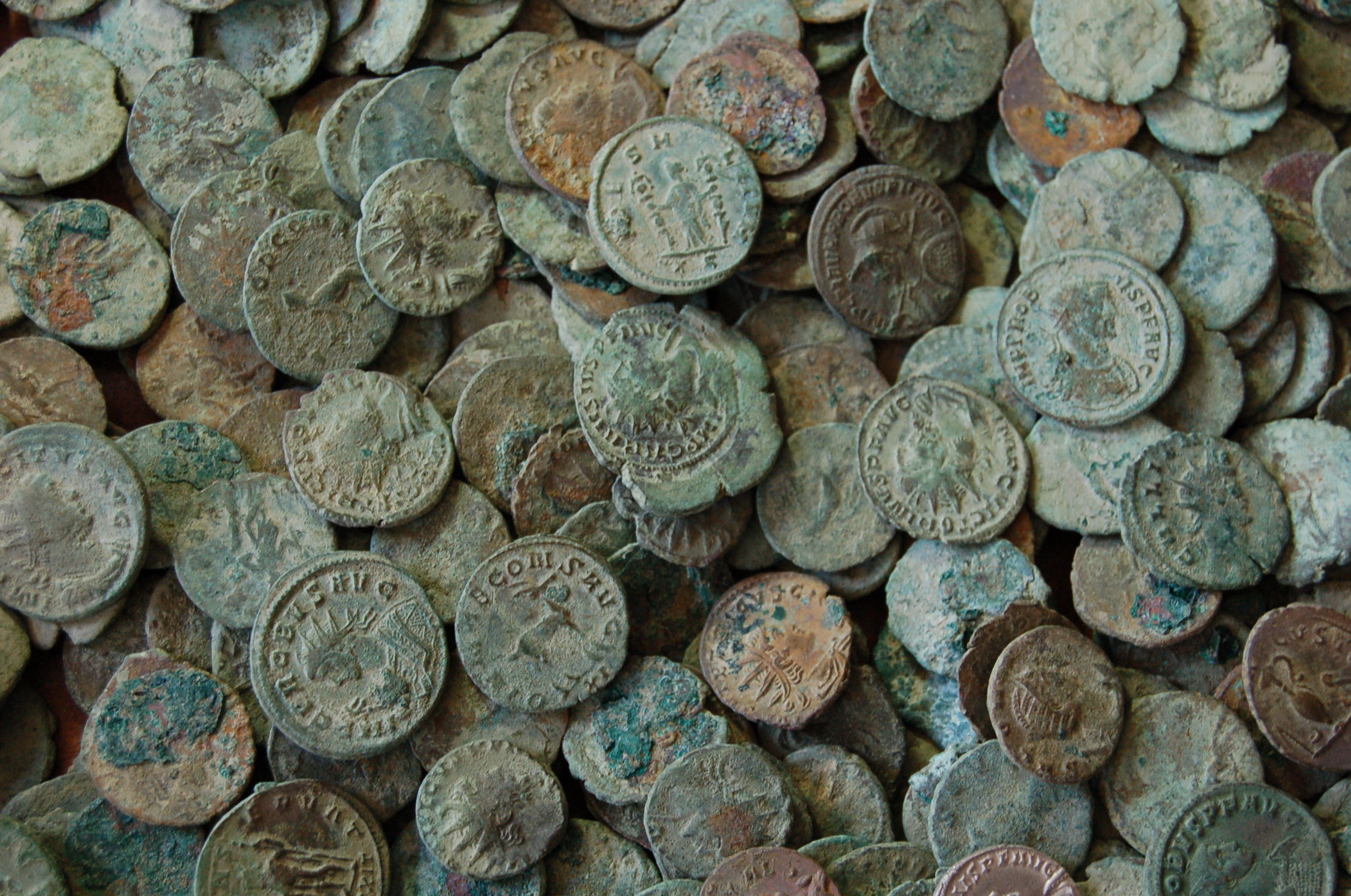
Particolare del ritrovamento

Il tesoro di Frome è un ritrovamento di 52.503 monete romane di imperiali  di argento e bronzo, avvenuto a Frome nella contea di Somerset in Gran Bretagna nell'aprile 2010.
Le monete sono state trovate dal cercatore di tesori Dave Crisp: rilevate grazie al metal detector, erano contenute in una giara che si trovava nel terreno a circa 30 cm. di profondità. Si stima che il valore complessivo si aggiri oltre i 3 milioni di sterline.
Le monete sono di 67 diverse tipologie, in prevalenza di bronzo, e sono databili tra il 253 e il 305 d.C.
Sono state esposte durante una conferenza stampa al British Museum l'8 luglio 2010: in seguito (15-31 luglio), una parte del tesoro è stata esposta alla Gallery 68 del Museo londinese.